# CHU Hassan-II
Le CHU Hassan II (Fès) est un centre hospitalier universitaire situé dans la ville de Fès, à proximité de la faculté de médecine et de pharmacie.
Ce centre s'étend sur 12 hectares, et il est sous la juridiction du ministère marocain de la Santé. Il se compose de 5 hôpitaux: Hôpital des Spécialités, Hôpital Mère-Enfant, Hôpital d’Oncologie, Hôpital Omar Drissi, Hôpital Ibn Al Hassan,,,,.

## Histoire
Le CHU Hassan II (Fès) a été inauguré le 14 janvier 2009 par le roi Mohammed VI,.

## Capacité
- Hôpital des Spécialités (585 lits)
- Hôpital Mère-Enfant
- Hôpital d’Oncologie
- Hôpital Omar Drissi (82 lits)
- Hôpital Ibn Al Hassan (68 lits)